# Ferry Osaka II
Die Ferry Osaka II (フェリーおおさかII) ist ein 2015 in Dienst gestelltes Fährschiff der japanischen Reederei Meimon Taiyō Ferry. Sie wird auf der Strecke von Osaka nach Kitakyūshū eingesetzt.

## Geschichte
Die Ferry Osaka II wurde 2014 unter der Baunummer 1182 in der Werft von Mitsubishi Heavy Industries in Shimonoseki auf Kiel gelegt und lief am 23. März 2015 vom Stapel. Nach der Ablieferung an Meimon Taiyō Ferry (die auch unter dem Namen City Line firmieren) nahm sie am 16. September 2015 den Fährdienst von Osaka nach Kitakyūshū auf. Im November 2015 folgte mit der Ferry Kitakyushu II ein baugleiches Schwesterschiff. Beide Einheiten waren bei ihrer Ablieferung die größten jemals für Meimon Taiyō Ferry gebauten Schiffe.
Die Ferry Osaka II wird auf der Osaka-Kitakyūshū-Strecke zumeist als Nachtfähre eingesetzt. Zu den Innovationen des Schiffes gehört unter anderem eine Ladestation für zehn Elektrofahrzeuge auf dem Autodeck. Die Ferry Osaka II war bei ihrer Indienststellung die erste japanische Fähre mit einer solchen Ausstattung. Die Fahrgäste an Bord des Schiffes sind je nach Kategorie in Schlafsälen, Kabinen oder Suiten untergebracht. Bei den Kabinen und Suiten kann zwischen einem japanischen und westlichen Einrichtungsstil gewählt werden.